# Deckbuilding
Il deckbuilding (in italiano "costruzione del mazzo") è una meccanica di gioco di recente ideazione nel campo dei giochi da tavolo dove i giocatori iniziano la partita con una determinata quantità di componenti, un mazzo di carte o altri materiali (segnalini o tessere da pescare da un sacchetto) ai quali, via via che il gioco prosegue, ne aggiungono degli altri o li sostituiscono. Queste nuove aggiunte permettono di arricchire la variabilità e aumentano le possibilità strategiche del giocatore. La meccanica prevede la pesca casuale di tali componenti da un sacchetto (pool) o da un mazzo (deck).
Questa meccanica descrive un'attività che si svolge durante il gioco come parte del gioco stesso, ma in giochi tipo Magic: l'adunanza tale operazione avviene nel pre-partita, e i mazzi sono costruiti dai giocatori prima della partita in base al metagame e alle regole del gioco stesso.
Il precursore dell'utilizzo del termine deckbuilding nei giochi da tavolo è Dominion, gioco di Donald X. Vaccarino pubblicato nel 2008; in cui però le meccaniche di gioco consentono di assemblare i giocatori di assemblare il proprio mazzo durante la partita. La cosa ha reso necessario, nel mondo dei giochi da tavolo, di dare a posteriori un diverso nome al deck-building alla Magic, coniando il termine deck-construction ritenuto più adatto per differenziare la meccanica dal deck-building alla Dominion. Grazie a questa sua meccanica innovativa Dominion ha vinto nel 2009 numerosi premi ludici, tra cui lo Spiel des Jahres, il Deutscher Spiele Preis, il Premio À la Carte.

## Giochi
Tra i numerosi altri giochi da tavolo che utilizzano questa meccanica ci sono:
Hyperborea, Mage Knight, StarCraft, Orleans, Living Forest, Pochi acri di neve, Star Realms, The Legendary El Dorado, Venerdì.